# Mouriri megasperma
Mouriri megasperma är en tvåhjärtbladig växtart som beskrevs av Thomas Morley. Mouriri megasperma ingår i släktet Mouriri och familjen Melastomataceae. Inga underarter finns listade i Catalogue of Life.